# Röbbek
Die Röbbek war ein Bach in Hamburg-Groß Flottbek, welcher im Laufe des 20. Jahrhunderts aufgrund von Bebauung verrohrt, zugeschüttet und überbaut wurde. Sie war ein Nebenfluss der Flottbek.

## Namensherkunft
Die Namensherkunft ist nicht eindeutig geklärt. „Röbbek“ könnte für „rauer Bach“ stehen. „Röbbek“ könnte sich auch aus „Rottbek“ oder „Röstbek“ entwickelt haben und dafür stehen, dass das moorige Wasser des Baches geeignet war, um Flachs zu rotten bzw. zu rösten.

## Verlauf
Die Röbbek entsprang aus dem heute noch vorhandenem Quellteich im Moor südlich des heutigen Flottbeker Marktwegs. Sie durchfloss den Schulteich der ehemaligen Schule Röbbek. Danach unterquerte sie die heute nach ihr benannte Straße Röbbek (damals Up’n Röbbeek oder Schulstraße) und durchfloss den Teich beim Spritzenhaus der Freiwilligen Feuerwehr, Grouw genannt. Sie unterquerte die heutige Baron-Voght-Straße und durchfloss ein Rückhaltebecken. Dabei verlief sie über das Gebiet, auf dem sich heute die Straßen Espellohweg, Sohrhof, Sohrhofkamp und Mühlenhoffweg befinden. Sie unterquerte den heutigen Rilkeweg und verlief über das Gebiet der heutigen Straßen Schoenaich-Carolath-Straße, Neuding und Papenkamp, bis sie in den heute noch vorhandenen Teich der Flottbek an den heutigen Straßen Hölderlinstraße und Papenkamp einmündete.

## Geschichte

### Entstehung
Die Röbbek entstand vermutlich nach der letzten Eiszeit. Sie entwässerte den südlichen Bereich der Endmoräne, deren Gipfel in Groß Flottbek liegt.
Nach dem Ende der Steinzeit entstanden erste Siedlungen nördlich dem Tal der Röbbek, welche irgendwann weiter südlich in das Tal der Röbbek verlegt wurden.

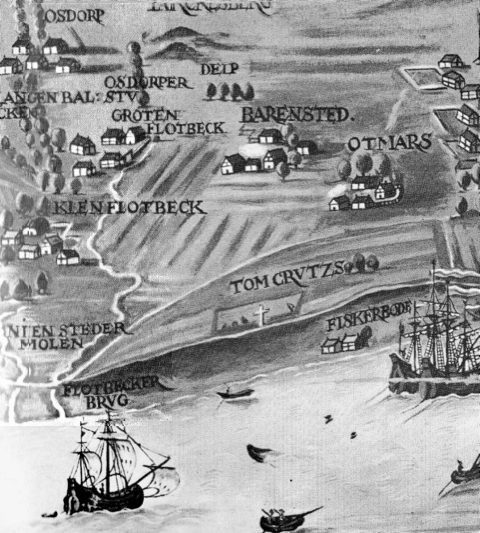
Karte mit Groß Flottbek aus dem Jahr 1588, erste kartographische Darstellung der Röbbek

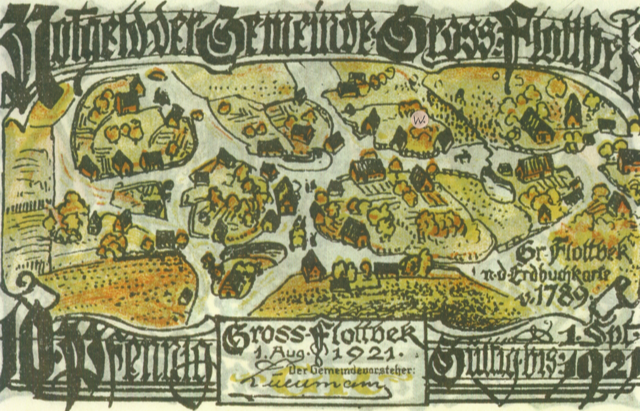
Erdbuchkarte aus dem Jahr 1789, die Röbbek auf der rechten Seite dargestellt

Als Groß Flottbek im Jahr 1588 zum ersten Mal kartographisch dargestellt wird, sind auf der Karte auch die Röbbek und die Flottbek zu erkennen. Die Röbbek mit einem ihrer Teiche ist außerdem auf einer Erdbuchkarte und einer Karte des Landmessers Lindelof aus dem Jahr 1789 zu erkennen.

### Überbauung
Ende des 18. / Anfang des 19. Jh. versuchte Lucas Andreas Staudinger, Verwalter des Flottbeker Gutes, mehrmals, den Quellteich der Röbbek zuzuschütten. Dies gelang aber immer nur vorübergehend, da die Sandmassen vom Moorgrund aufgesogen wurden.
Ende des 19. Jh. wurde begonnen, den Bauern Grundstücke abzukaufen, um diese zu bebauen. Darunter waren auch einige Grundstücke, auf denen die Röbbek floss. Der offene Verlauf der Röbbek verschwand auf den ersten Grundstücken durch Verrohrung oder Überbauung.
Einige Gebiete entlang der Röbbek gehörten im Jahr 1910 Baumschulen, welche die Feuchtigkeit des Baches benötigen. Zur gleichen Zeit wurden südlich der Schoenaich-Carolath-Straße Häuser gebaut und die Röbbek verrohrt. Auch der Teil der Röbbek im alten Groß Flottbek wurde zu der Zeit überbaut. Wo die Röbbek verrohrt und wo sie anderweitig von der Oberfläche geschaffen wurde, ist nicht bekannt.
Der Oberlauf der Röbbek zwischen der freiwilligen Feuerwehr und dem Müllenhofweg wurde danach teilweise noch erhalten. Neben der Quelle der Röbbek entstand ein Rückhaltebecken.
Nach dem Zweiten Weltkrieg wurde der Quellteich der Röbbek als Abfallgrube für Schutt benutzt.
Die Röbbek wurde weiter überbaut, als in den 1950ern die Straße Sohrhof nach Osten erweitert wurde. Das letzte offene Stück der Röbbek, das Stück der ehemaligen Gärtnerei und das Weidegebiet zwischen der Flottbeker Kirche und Bahndamm wurde asphaltiert, die Röbbek verschwand auch dort.

### Neuere Entwicklungen
2010 wurde ein Teil des Moorgebiets des Quellgebiets der Röbbek mit einem Parkplatz überbaut.
2015 empfahl der Altonaer Ausschuss für Grün, Naturschutz und Sport, das Biotop zum Naturdenkmal zu erklären, wozu die Behörde für Umwelt und Energie eine Stellungnahme abgab, in der sie erklärte, dass dies aufgrund des geltenden Baustufenplans nicht möglich sei.
2018 äußerte ein Investor Überlegungen, den Flottbeker Markt zu bebauen, welche er jedoch nach Anwohnerprotesten zurückzog. Dies hätte auch das Biotop beeinflussen können.

## Heutiger Zustand
Einige Gräben zwischen Sohrhof und Espellohweg zeugen noch vom ehemalig letzten offenen Teilstück der Röbbek.
Das Quellgebiet der Röbbek am Flottbeker Markt, welches in einem Erdfallgebiet liegt, ist ein Biotop und steht als solches unter Schutz. Die Quelle selbst mit Pionierwald befindet sich auf einem Privatgrundstück und steht nicht unter Schutz.
Die Mündung der Röbbek, der Teich der Flottbek, ist immer noch existent und befindet sich ebenfalls auf einem Privatgrundstück.
Über eine Verrohrung der Röbbek ist im Tiefbauamt nichts bekannt.
Eine dauerhafte Durchfeuchtung einiger Keller in der Umgebung wurde teilweise mit der Röbbek in Verbindung gebracht.